# 朗读者 (节目)
《朗读者》（The Readers）是中国中央电视台的一档文化情感类节目，节目由董卿主持，同时兼任制作人，这也是董卿首次以制作人身份参与制作的电视节目。该节目通过邀请嘉宾阅读书籍文章的形式传递文化情感，以实现“文化感染人，鼓舞人，教育人的传导作用”。
该节目目前已播出两季，第一季于2017年2月18日开播，每周六20:00于中国中央电视台综合频道首播，每周日20:00于中国中央电视台综艺频道重播，5月6日播毕；第二季于2018年5月5日起每周六20:00在中国中央电视台综合频道首播，8月4日播毕。在第二季节目中，董卿除担任主持人、制作人外，亦担任导演一职。

## 节目概况
《朗读者》作为一档文化情感类节目，每期会邀请嘉宾阅读书籍文章的形式传递文化情感，以实现“文化感染人，鼓舞人，教育人的传导作用”。除此之外，主持人与嘉宾的交谈则在一个封闭的空间内进行，还在表达形式和舞台形式上进行了创新。除此之外，每名嘉宾在朗读文章之前，还会与观众分享个人故事，在朗读时亦会由李云迪、胡德夫等人为朗读者伴奏。而在第二季节目中，节目进行了升级，嘉宾除了会在舞台中央朗读外，也会与远在非洲的动物保护专家之间跨时空朗读。

## 分期介绍

### 第一季

| 期数 | 首播日期      | 主题词 | 朗读者                       | 朗读篇目                                                                 |
| ---- | ------------- | ------ | ---------------------------- | ------------------------------------------------------------------------ |
| 1    | 2017年2月18日 | 遇见   | 濮存昕                       | 老舍《宗月大师》                                                         |
| 1    | 2017年2月18日 | 遇见   | 蒋励                         | 鲍勃·迪伦《答案在风中飘扬》                                              |
| 1    | 2017年2月18日 | 遇见   | 柳传志                       | 柳传志《给儿子柳林的婚礼致辞》                                           |
| 1    | 2017年2月18日 | 遇见   | 张梓琳                       | 刘瑜《愿你慢慢长大》（选自张泉灵主编《成长，请带上这封信：他们致孩子》） |
| 1    | 2017年2月18日 | 遇见   | 鲜花山谷夫妇（周小林、殷洁） | 朱生豪、宋清如《朱生豪情书》                                             |
| 1    | 2017年2月18日 | 遇见   | 许渊冲学生、好友             | 许渊冲翻译作品《奥赛罗》节选（原著：威廉·莎士比亚）                      |
| 2    | 2017年2月25日 | 陪伴   | 郑渊洁、郑洪升               | 郑渊洁《父与子》                                                         |
| 2    | 2017年2月25日 | 陪伴   | 蒋雯丽                       | 林清玄《百合花开》                                                       |
| 2    | 2017年2月25日 | 陪伴   | 乔臻、唐国妹                 | 裴多菲《我愿是激流》                                                     |
| 2    | 2017年2月25日 | 陪伴   | 杨乃斌                       | 冰心《不为什么》                                                         |
| 2    | 2017年2月25日 | 陪伴   | 林兆铭                       | 梭罗《瓦尔登湖》节选                                                     |
| 3    | 2017年3月4日  | 选择   | 王千源                       | 厄尼斯特·海明威《老人与海》                                              |
| 3    | 2017年3月4日  | 选择   | 秦玥飞和同事                 | 迟子建《泥泞》                                                           |
| 3    | 2017年3月4日  | 选择   | 徐静蕾                       | 史铁生《奶奶的星星》                                                     |
| 3    | 2017年3月4日  | 选择   | 理查德·西尔斯                | 刘禹锡《陋室铭》                                                         |
| 3    | 2017年3月4日  | 选择   | 郭小平                       | 吉卜林《如果》                                                           |
| 3    | 2017年3月4日  | 选择   | 麦家                         | 麦家《致信儿子》                                                         |
| 5    | 2017年3月18日 | 第一次 | 王学圻                       | 路遥《平凡的世界》节选                                                   |
| 5    | 2017年3月18日 | 第一次 | 柯洁                         | J·K·罗琳《哈利·波特与死亡圣器》                                          |
| 5    | 2017年3月18日 | 第一次 | 许镜清                       | 巴金《灯》                                                               |
| 5    | 2017年3月18日 | 第一次 | 刘震云                       | 刘震云《一句顶一万句》                                                   |
| 5    | 2017年3月18日 | 第一次 | 王珮瑜                       | 苏轼《念奴娇·赤壁怀古》                                                  |
| 5    | 2017年3月18日 | 第一次 | 杨利伟                       | 杨利伟《天地九重》                                                       |
| 6    | 2017年3月25日 | 眼泪   | 陆川                         | 王宗仁《藏羚羊的跪拜》                                                   |
| 6    | 2017年3月25日 | 眼泪   | 斯琴高娃                     | 贾平凹《写给母亲》                                                       |
| 6    | 2017年3月25日 | 眼泪   | 丁一舟、赖敏                 | 三毛《你是我不及的梦》                                                   |
| 6    | 2017年3月25日 | 眼泪   | 张家敏                       | 泰戈尔《生如夏花》（选自《飞鸟集》）                                     |
| 6    | 2017年3月25日 | 眼泪   | 张鲁新和学生                 | 奥斯特洛夫斯基《钢铁是怎样炼成的》                                       |
| 7    | 2017年4月2日  | 告别   | 姚晨                         | 鲁迅《阿长与<山海经>》（选自《朝花夕拾》）                               |
| 7    | 2017年4月2日  | 告别   | 程何、刘阳                   | 塞万提斯《堂吉诃德》节选                                                 |
| 7    | 2017年4月2日  | 告别   | 曹文轩                       | 曹文轩《草房子》                                                         |
| 7    | 2017年4月2日  | 告别   | 李立群                       | 老舍《我的理想家庭》                                                     |
| 7    | 2017年4月2日  | 告别   | 張國強、中国维和部队战士     | 西蒙诺夫《等着我吧》                                                     |
| 7    | 2017年4月2日  | 告别   | 王蒙                         | 王蒙《明年我将衰老》                                                     |
| 8    | 2017年4月8日  | 勇气   | 江一燕                       | 陈忠实《晶莹的泪珠》                                                     |
| 8    | 2017年4月8日  | 勇气   | 汪明荃、罗家英               | 冯骥才《老夫老妻》                                                       |
| 8    | 2017年4月8日  | 勇气   | 秋爸爸、秋妈妈               | 王海桑《给我的孩子》（选自《我是你流浪过的一个地方》）                   |
| 8    | 2017年4月8日  | 勇气   | 李宁                         | 巴金《做一个战士》                                                       |
| 8    | 2017年4月8日  | 勇气   | 翟墨                         | 高尔基《海燕》                                                           |
| 8    | 2017年4月8日  | 勇气   | 樊锦诗和好友                 | 余秋雨《莫高窟》、季羡林《在敦煌》                                       |
| 9    | 2017年4月15日 | 家     | 王耀庆                       | 扬·马特尔《少年派的奇幻漂流》                                            |
| 9    | 2017年4月15日 | 家     | 梁晓声                       | 梁晓声《慈母情深》                                                       |
| 9    | 2017年4月15日 | 家     | 邹市明、冉莹颖               | 山姆·麦克布雷尔《猜猜我有多爱你》                                        |
| 9    | 2017年4月15日 | 家     | 毕飞宇                       | 毕飞宇《推拿》                                                           |
| 9    | 2017年4月15日 | 家     | 赵文瑄                       | 季羡林《老猫》                                                           |
| 9    | 2017年4月15日 | 家     | 潘际銮                       | 清华大学救国会《告全国民众书》                                           |
| 10   | 2017年4月22日 | 味道   | 张小娴                       | 张小娴《爱情的餐桌》                                                     |
| 10   | 2017年4月22日 | 味道   | 胡忠英                       | 古龙《吃胆与口福》                                                       |
| 10   | 2017年4月22日 | 味道   | 张艾嘉                       | 凯伦·布里克森《走出非洲》                                                |
| 10   | 2017年4月22日 | 味道   | 吴纯                         | 罗曼·罗兰《贝多芬传》                                                    |
| 10   | 2017年4月22日 | 味道   | 叶锦添、董卿                 | 曹雪芹《红楼梦》节选《葬花吟》（粤语）                                   |
| 10   | 2017年4月22日 | 味道   | 叶嘉莹                       | 叶嘉莹《咏莲》                                                           |
| 11   | 2017年4月29日 | 那一天 | 刘慈欣                       | 斯蒂芬·霍金《时间简史》                                                  |
| 11   | 2017年4月29日 | 那一天 | 安文彬                       | 方志敏《可爱的中国》                                                     |
| 11   | 2017年4月29日 | 那一天 | 金士杰                       | 米奇·阿尔博姆《相约星期二》                                              |
| 11   | 2017年4月29日 | 那一天 | 江疏影                       | 玛格丽特·米切尔《飘》                                                    |
| 11   | 2017年4月29日 | 那一天 | 郭琨                         | 舒婷《献给我的同代人》                                                   |
| 12   | 2017年5月6日  | 青春   | 老狼                         | 石康《晃晃悠悠》                                                         |
| 12   | 2017年5月6日  | 青春   | 余秀华                       | 余秀华《给你》                                                           |
| 12   | 2017年5月6日  | 青春   | 冯小刚                       | 卓别林《当我开始爱自己》                                                 |
| 12   | 2017年5月6日  | 青春   | 徐和谊                       | 艾青《时代》                                                             |
| 12   | 2017年5月6日  | 青春   | 郎平                         | 勃兰克斯《人生》                                                         |

### 第二季
| 期数 | 首播日期      | 主题词 | 朗读者                                                                                | 朗读篇目 |
| ---- | ------------- | ------ | ------------------------------------------------------------------------------------- | --- |
| 1    | 2018年5月5日  | 初心   | 薛其坤、张礼、向涛、朱邦芬、周树云                                                    | 《礼记·大学》 |
| 1    | 2018年5月5日  | 初心   | 徐卓                                                                                  | 张抗抗《白色大鸟的故乡》 |
| 1    | 2018年5月5日  | 初心   | 姚明                                                                                  | 海明威《真实的高贵》 |
| 1    | 2018年5月5日  | 初心   | 宗庆后                                                                                | 刘德润《八十抒怀》 |
| 1    | 2018年5月5日  | 初心   | 阎晶明/潘凯雄/王小亭/贾平凹/董卿                                                      | 贾平凹《秦腔》/《浮躁》/《月迹》/《山本》/《西大三年》 |
| 2    | 2018年5月12日 | 想念   | 许鞍华                                                                                | 《也斯寄来邓阿蓝和我的合照 回答》 |
| 2    | 2018年5月12日 | 想念   | 余江/蒋燮斌、郭春蕾、张文秀、程豪、郝雅文、李成、赵立彬、陈少华、王平、李辰一、段绍平 | 周国平《永恒的女儿》/《生命本来没有名字》 |
| 2    | 2018年5月12日 | 想念   | 双雪涛                                                                                | 陀思妥耶夫斯基《卡拉马佐夫兄弟》 |
| 2    | 2018年5月12日 | 想念   | 袁泉                                                                                  | 汤显祖《牡丹亭·惊梦》 |
| 2    | 2018年5月12日 | 想念   | 崔之久                                                                                | 《我的母亲》 |
| 3    | 2018年5月19日 | 生命   | 胡歌                                                                                  | 威廉·莎士比亚《哈姆雷特》 |
| 3    | 2018年5月19日 | 生命   | 黄泓翔                                                                                | 蕾切尔·卡逊《寂静的春天》 |
| 3    | 2018年5月19日 | 生命   | 阿乙                                                                                  | 史铁生《我与地坛》 |
| 3    | 2018年5月19日 | 生命   | 王石                                                                                  | 《论天意》 |
| 3    | 2018年5月19日 | 生命   | 曾孝濂                                                                                | 贾平凹《落叶》 |
| 4    | 2018年5月26日 | 纪念日 | 邓清明                                                                                | 郭小川《望星空》 |
| 4    | 2018年5月26日 | 纪念日 | 刘烨                                                                                  | 安托万·德圣埃克絮佩里《小王子》 |
| 4    | 2018年5月26日 | 纪念日 | 潘建伟                                                                                | 张蕴岭《我的世界观》 |
| 4    | 2018年5月26日 | 纪念日 | 朱德庸                                                                                | 《写给同年的一封信》 |
| 4    | 2018年5月26日 | 纪念日 | 靳尚谊/张立辰/孙景波/陈青青/范迪安/肖峰/王澍/向京/许江                                | 《艺术就是感情》/《1940年藤固校长寄言国立艺专毕业生》/《白石老人自述》/《亲爱的提奥》/《中央美术学院成立献辞》/《学校是为研究学术而设》/《国画至民学》/《非理性美学究》/《致全国艺术界书》 |
| 5    | 2018年6月2日  | 等待   | 张一山                                                                                | 卡勒德·胡赛尼《追风筝的人》 |
| 5    | 2018年6月2日  | 等待   | 刘仁俊                                                                                | 林语堂《大自然的享受》 |
| 5    | 2018年6月2日  | 等待   | 阿来                                                                                  | 阿来《尘埃落定》 |
| 5    | 2018年6月2日  | 等待   | 杨惠姗、张毅                                                                          | 《渐》 |
| 5    | 2018年6月2日  | 等待   | 程不时、赵克良、汤家力                                                                | 舒婷《祖国啊，我亲爱的祖国》 |
| 6    | 2018年6月16日 | 路     | 陈数                                                                                  | 毕淑敏《一个人要像一支队伍》 |
| 6    | 2018年6月16日 | 路     | 矣晓沅                                                                                | 《当我跑步时，我读些什么》 |
| 6    | 2018年6月16日 | 路     | 刘和平                                                                                | 苏轼《留侯论》 |
| 6    | 2018年6月16日 | 路     | 罗大佑                                                                                | 谢旺霖《转山》 |
| 6    | 2018年6月16日 | 路     | 张弥曼、傅睿思                                                                        | 《没有你，万般精彩皆枉然》 |
| 7    | 2018年6月23日 | 父亲   | 惠英红                                                                                | 《父亲的手》 |
| 7    | 2018年6月23日 | 父亲   | 徐国义                                                                                | 《人生即燃烧》 |
| 7    | 2018年6月23日 | 父亲   | 王佩民                                                                                | 《先父》 |
| 7    | 2018年6月23日 | 父亲   | 李彦宏                                                                                | 罗伊·克里夫特《爱》 |
| 7    | 2018年6月23日 | 父亲   | 魏世杰                                                                                | 《幸福》 |
| 8    | 2018年7月7日  | 城市   | 王洛勇                                                                                | 夏洛特·勃朗特《简·爱》 |
| 8    | 2018年7月7日  | 城市   | 王坚                                                                                  | 乔恩·克拉考尔《进入空气稀薄地带》 |
| 8    | 2018年7月7日  | 城市   | 刘亮程                                                                                | 鲁迅《故乡》 |
| 8    | 2018年7月7日  | 城市   | 孟非                                                                                  | 钱钟书《围城》 |
| 8    | 2018年7月7日  | 城市   | 黄永玉                                                                                | 《我的文学生涯》 |
| 9    | 2018年7月14日 | 谢谢   | 马伊琍                                                                                | 杨绛《我们仨》 |
| 9    | 2018年7月14日 | 谢谢   | 丘成桐                                                                                | 陶渊明《归去来兮辞》 |
| 9    | 2018年7月14日 | 谢谢   | 郑智                                                                                  | 《大路之歌》 |
| 9    | 2018年7月14日 | 谢谢   | 赖声川                                                                                | 《宝岛一村》 |
| 9    | 2018年7月14日 | 谢谢   | 甜甜、沈锋、程月娥、吴孟超                                                            | 《念你们的名字》 |
| 10   | 2018年7月21日 | 谢谢   | 宁浩                                                                                  | 《生活的邀请函》 |
| 10   | 2018年7月21日 | 谢谢   | 孙雪梅、徐豪、权敬、陈晓涛、安薪竹、王丽东、徐培红、郑凤鸣                            | 查尔斯·狄更斯《这些美好不会消逝》 |
| 10   | 2018年7月21日 | 谢谢   | 俞敏洪                                                                                | 《一堆散乱的砖头》 |
| 10   | 2018年7月21日 | 谢谢   | 谭元元                                                                                | 安徒生《海的女儿》 |
| 10   | 2018年7月21日 | 谢谢   | 王智量                                                                                | 屠格涅夫《门槛》 |
| 11   | 2018年7月28日 | 十年   | 迟福林                                                                                | 《登高峰 颂椰树》 |
| 11   | 2018年7月28日 | 十年   | 唐家三少                                                                              | 金庸《笑傲江湖》 |
| 11   | 2018年7月28日 | 十年   | 吉吉                                                                                  | 《爱人》 |
| 11   | 2018年7月28日 | 十年   | 林鸣                                                                                  | 汪国真《我喜欢出发》 |
| 11   | 2018年7月28日 | 十年   | 蔡天新/李淼/徐颖/陈佳洱                                                               | 《认识到自己的无知》/《哥德巴赫猜想》/《自由的心》/《我的信念》 |
| 12   | 2018年8月4日  | 故乡   | 白岩松                                                                                | 《长大回家》 |
| 12   | 2018年8月4日  | 故乡   | 斯那定珠                                                                              | 《火塘闪着微暗的火》 |
| 12   | 2018年8月4日  | 故乡   | 余华                                                                                  | 《在细雨中呼喊》 |
| 12   | 2018年8月4日  | 故乡   | 贾樟柯                                                                                | 《面对人，我们都还幼稚》 |
| 12   | 2018年8月4日  | 故乡   | 郑愁予                                                                                | 《旅梦》 |

## 收视率

### 第一季
以下为《朗读者》第一季在央视一套首播时的收视率，数据来源于索福瑞媒介研究有限公司的CSM52城市网数据：

| 中国大陆 央视一套 首播收视率 （CSM52） |               |        |          |      |                                      |
| 集數                                   | 播出日期      | 收视率 | 收视份额 | 排名 | 備註                                 |
| 1                                      | 2017年2月18日 | 0.976  | 2.742    | 10   | 开播                                 |
| 2                                      | 2017年2月25日 | 0.907  | 2.471    | 10   |                                      |
| 3                                      | 2017年3月4日  | 1.011  | 2.883    | 9    |                                      |
| 4                                      | 2017年3月11日 | 1.207  | 3.504    | 6    |                                      |
| 5                                      | 2017年3月18日 | 1.107  | 3.213    | 8    |                                      |
| 6                                      | 2017年3月25日 | 1.024  | 2.982    | 7    |                                      |
| 7                                      | 2017年4月2日  | 0.74   | 2.266    | 7    | 因清明节频道特别编排延期至4月2日播出 |
| 8                                      | 2017年4月8日  | 0.865  | 2.541    | 10   |                                      |
| 9                                      | 2017年4月15日 | 0.76   | 2.338    | 11   |                                      |
| 10                                     | 2017年4月22日 | 0.766  | 2.374    | 12   |                                      |
| 11                                     | 2017年4月29日 | 0.734  | 2.437    | 11   |                                      |
| 12                                     | 2017年5月6日  | 0.878  | 2.777    | 10   |                                      |

1. 同时段或交叉时段主要节目：
  - 湖南卫视《快乐大本营》
  - 江苏卫视《非诚勿扰》
  - 浙江卫视《我们十七岁》/《高能少年团》
  - 北京卫视《跨界歌王》
  - 东方卫视《中国式相亲》/《妈妈咪呀》第五季
2. 数据由广视索福瑞提供，调查范围为四岁以上之观众。
3. 以上收视排名包括央视在内。
4. 资料来源：新浪微博卫视这些事儿

### 第二季
以下为《朗读者》第二季在央视一套首播时的收视率，数据来源于索福瑞媒介研究有限公司的CSM52城市网、CSM全国网数据：

| 中国大陆 央视一套 首播收视率 |               |        |          |       |           |           |           |                                                                                |
| 集數                         | 播出日期      | CSM52  | CSM52    | CSM52 | CSM全国网 | CSM全国网 | CSM全国网 | 備註                                                                           |
| 集數                         | 播出日期      | 收視率 | 收視份額 | 排名  | 收視率    | 收視份額  | 排名      | 備註                                                                           |
| 1                            | 2018年5月5日  | 0.656  | 2.212    | 10    | 0.56      | 1.85      | 9         | 开播                                                                           |
| 2                            | 2018年5月12日 | 0.671  | 2.393    | 13    | 0.66      | 2.38      | 5         |                                                                                |
| 3                            | 2018年5月19日 | 0.744  | 2.697    | 10    | 0.67      | 2.43      | 6         |                                                                                |
| 4                            | 2018年5月26日 | 0.678  | 2.463    | 10    | 0.58      | 2.06      | 6         |                                                                                |
| 5                            | 2018年6月2日  | 0.364  | 1.575    | 10    | 0.57      | 2.15      | 7         |                                                                                |
|                              | 2018年6月9日  |        |          |       |           |           |           | 因播出2018年上海合作组织青岛峰会特别节目暂停播出                               |
| 6                            | 2018年6月16日 | 0.620  | 2.181    | 9     | 0.43      | 1.56      | 9         |                                                                                |
| 7                            | 2018年6月23日 | 0.654  | 2.21     | 10    | 0.43      | 1.56      | 10        |                                                                                |
|                              | 2018年6月30日 |        |          |       |           |           |           | 因该时段当日播出电视剧《太行赤子》及专题片《不忘初心继续前进》（重播）暂停播出 |
| 8                            | 2018年7月7日  | 0.832  | 2.931    | 10    | 0.54      | 2.02      | 13        |                                                                                |
| 9                            | 2018年7月14日 | 0.792  | 2.870    | 9     | 0.59      | 2.19      | 7         |                                                                                |
| 10                           | 2018年7月21日 | 0.812  | 3.087    | 6     | 0.54      | 2.32      | 6         |                                                                                |
| 11                           | 2018年7月28日 | 0.679  | 2.537    | 13    | 0.54      | 2.13      | 10        |                                                                                |
| 12                           | 2018年8月4日  | 0.862  | 3.251    | 5     | 0.36      | 1.74      | 8         |                                                                                |

1. 同时段或交叉时段主要节目：
  - 湖南卫视《快乐大本营》
  - 江苏卫视《非诚勿扰》
  - 浙江卫视《高能少年团》
  - 东方卫视《中国新相亲》/《青春同学会》
2. 数据由广视索福瑞提供，调查范围为四岁以上之观众。
3. 以上收视排名包括央视在内。
4. 资料来源：新浪微博卫视这些事儿

## 评价
该节目开播后即获得较好口碑。在2017年5月23日召开的节目研讨会上，北京大学新闻与传播学院副院长俞虹表示，《朗读者》“充分地利用了网络空间，用碎片化、主题化的传播方式进行推广，这一模式值得借鉴”；而中华人民共和国教育部新闻发言人续梅表示“《朗读者》让很多人重新坐到了电视机前，把大家重新带回了朗读的时代。节目强化了典型示范，对青少年的人生选择有积极的借鉴意义，引导青少年提升欣赏水平，提升审美水平，让传统文化能够走进年轻人的心灵。节目也深挖了阅读的意义，实现了价值的引领”，并呼吁该节目可以进入校园推广。《新京报》评论称，《朗读者》所传递的“责任感、温情符合中国人的传统价值”，使人看到了文化综艺节目的新希望。而在媒体评论第二季的节目时，表示与第一季节目相比，第二季拓展了对于梦想与生命的理解，在温情中也有对环境保护、器官捐献等社会议题的讨论。在豆瓣网站上，第二季的节目获得9.2分，超越第一季。

## 奖项
| 年度   | 頒獎典禮                 | 獎項             | 提名/得奖者 | 結果 |
| ------ | ------------------------ | ---------------- | ----------- | ---- |
| 2017年 | 第23届上海电视节白玉兰奖 | 最佳季播电视节目 | 《朗读者》  | 獲獎 |
| 2017年 | 中国综艺峰会匠心盛典     | 年度匠心制片人   | 董卿        | 獲獎 |
| 2017年 | 中国综艺峰会匠心盛典     | 盛典作品         | 《朗读者》  | 獲獎 |

## 宣传活动
在2017年，节目组于北京、上海、广州、西安、杭州、南京等地的市中心设立“朗读亭”，举行“朗读体验日”活动，引来当地市民的关注，在“朗读亭”前拍照留念，亦有不少市民拿着书前在“朗读亭”朗读。每一名“朗读者”在“朗读亭”中所朗读的内容会成为《朗读者》节目的外拍素材，节目组将从影像中挑选出朗读片段，在节目中播出。
2018年5月12日（汶川大地震十周年），该节目与百度合作推出“汶川十年 美丽涅槃”纪念活动，邀请主持人董卿、演员濮存昕、江一燕以及地震亲历者中学教师李成秀等，以朗读形式向地震灾区的十年重生致敬感怀。

## 相关产品
第一季《朗读者》的同名书籍于2017年8月发行，由人民文学出版社出版。该书收录节目中出现的70篇访谈实录，亦收录部分因节目时长被剪掉的访谈实录；同时，对94篇朗读的文本进行全段全篇扩充，对版本及节选内容进行甄别及校对，还增加了朗读者小传、名家点评等内容。该书由董卿担任主编，是董卿担任主编的第一本书籍。截至2019年1月，第一季同名书籍共售出200万册。而第二季的同名书籍于2019年1月发行。
外文版本方面，在2018年的第70届法兰克福国际书展上，《朗读者》与俄罗斯、德国、印度等6个国家出版社签订版权合作协议，计划推出8个语种的版本在当地出版。